# Lake Wales, Florida
Lake Wales är en stad (city) i Polk County, i delstaten Florida, USA. Enligt United States Census Bureau har staden en folkmängd på 14 399 invånare (2011) och en landarea på 48,4 km².